# Господь — мой брокер
«Господь — мой брокер» (англ. God Is My Broker) — сатирический роман-памфлет Кристофера Бакли, написанный совместно с Джоном Тирни, пародия на книги об успехе и «саморазвитии».

## Сюжет
Пьющий брокер-неудачник с Уолл-стрит уходит в монастырь. Монахи прозвали его «брат Зап» (от слова «заправила», в оригинале — brother Ty, от tycoon). В монастыре производят вино крайне низкого качества, в котором много ржавчины и посторонних примесей. В один прекрасный день настоятель (герой называет его просто Аббат) объявляет герою, что монастырь разорён. С горя Аббат покупает книгу известного гуру бизнеса Дипака Чопры и пытается извлечь из неё подсказки, как разбогатеть.
Единственная надежда монахов — продать под видом своего вина хорошее вино из магазина. Во время поездки за вином герой случайно слышит экономическую передачу, и услышанное удивительным образом совпадает с текстом молитвенника. Бывший брокер играет на бирже и выигрывает.
Дела монастыря идут в гору; с помощью «Божьих» подсказок брат Зап зарабатывает все больше и больше. Аббат окончательно уверовал в пользу бизнес-литературы; на одном из семинаров по личному развитию он знакомится с предпринимательницей Филоменой, которая занимается «раскруткой» монастыря. Аббат выдает чилийское вино за монастырское, выпуская его под маркой «Кана». Снимается рекламный ролик, где обыгрывается библейская история чуда в Кане Галилейской, когда Иисус превратил воду в вино для пира. Бурная коммерческая деятельность Аббата привлекает внимание государственных служб и ревизора из Ватикана. Грядет ревизия, которая обнаруживает подлог.
Книга содержит много цитат и пародий на книги известных авторов книг по бизнесу и саморазвитию: Стивена Кови, Энтони Роббинса, Наполеона Хилла. В конце концов брат Зап приходит к выводу, что единственный способ разбогатеть с помощью такого рода книги — написать её самому.

## Восприятие и критика
Как рассказал Кристофер Бакли в интервью «Нью-Йорк таймс», идея книги возникла у него, когда он обратил внимание на количество книг по «самопомощи» в списке бестселлеров. Первоначально авторы планировали выдать книгу за настоящие пособие по достижению успеха, но потом отказались от этой мысли. Тем не менее, некоторые читатели всё же принимали роман за книгу о том, как разбогатеть, и оказывались разочарованы.
Рецензенты как в США, так и в других странах (в том числе в России) положительно оценили «Господь — мой брокер» как остроумную пародию на книги об успехе (особенно упомянутых в романе Д. Чопры, С. Кови и Э. Роббинса), прежде всего на книги с христианско-«духовным» уклоном (например, «Бог хочет, чтобы вы были богаты» П. З. Пилзера) и на детективные истории про монахов.
Права на экранизацию «Господь — мой брокер» были приобретены продюсером Эдвардом Р Прессманом, ранее осуществившим экранизацию романа Бакли «Здесь курят».
«Седьмой с половиной» закон героя книги — «единственный способ разбогатеть при помощи книги о том, как разбогатеть — это написать её» (англ. The only way to get rich from a get-rich book is to write one) — вошёл в повседневную речь и часто употребляется при критике книг и семинаров о том, как достичь успеха. Некоторые авторы с сожалением отмечают, что ядовитая сатира Бакли всё-таки не смогла окончательно «убить» подобную литературу: индустрия книг об успехе продолжает оставаться успешной. "Хотя издатели «Господь — мой брокер» уверяли, что книга станет культовым бестселлером, она оказалась действительно культовой — но не бестселлером; а сам Д. Чопра продолжает процветать.